# Raninoides lamarcki
Raninoides lamarcki är en kräftdjursart. Raninoides lamarcki ingår i släktet Raninoides och familjen Raninidae. Inga underarter finns listade i Catalogue of Life.